# London Clay
De London Clay (Engels: "klei van Londen") is een geologische formatie van Eocene ouderdom in de ondergrond van Zuidoost-Engeland. De formatie bestaat voornamelijk uit mariene klei en is bekend vanwege het grote aantal fossiele soorten planten en dieren die erin gevonden zijn.

## Lithostratigrafie
De London Clay dankt zijn naam aan vaste, blauwige kleilagen die bruin verweren. De klei bevat diagenetische aggregaten van pyriet, selenietkristallen en septarische concreties.
Het bovenste deel van de formatie wordt op sommige plaatsen gevormd door de Claygate Beds, die vaak als apart lid worden aangegeven op geologische kaarten. De Claygate Beds zijn een overgang naar de zandige lagen van de Bagshot Beds, de formatie boven op de London Clay.

### Fossielen
De London Clay is een unieke vindplaats van plantenfossielen van Eocene ouderdom. Er zijn ongeveer 350 nieuwe soorten planten ontdekt in de London Clay. Fossielen van dieren zijn bijvoorbeeld bivalven, gastropoden, nautilussen, slangsterren, zeesterren, krabben, kreeften, vissen (waaronder tanden van haaien en roggen), reptielen (vooral schildpadden) en vogels. Er zijn ook enkele vondsten van zoogdierfossielen gedaan in de London Clay. De staat van de fossielen is wisselend, complete fossielen zijn zeldzaam. Van vissen worden vooral tanden gevonden, de meeste andere fossielen zijn botten of delen van botten. De fossiele soorten planten laten zien dat het klimaat in het Ypresien in Engeland veel warmer was dan tegenwoordig. Zo zijn fossielen van het palmgeslacht Nypa gevonden.

## Facies
De London Clay werd gevormd in een ondiepe zee, de diepte was ongeveer 200 m in het oosten en 150 m in het westen. In de formatie kunnen maximaal vijf depositiecycli herkend worden, cycli van transgressie en regressie van de zee. Deze zijn in het ondiepere gedeelte van de formatie beter herkenbaar. Elke cyclus begint met grof materiaal van afgeronde kiezels (soms van vuursteen), wordt daarna kleiig en naar boven toe steeds zandiger. De laatste cyclus eindigt bij de Claygate Beds.
De Claygate Beds zijn waarschijnlijk tegelijkertijd afgezet met de jongere cycli. Van de dagzoom bij Claygate wordt bijvoorbeeld verondersteld dat deze van dezelfde ouderdom is als de bovenste delen van de vierde cyclus verder naar het oosten.

## Locaties
In het London Basin is de London Clay goed ontwikkeld. De formatie wigt hier uit richting het westen, van 150 m dik in Essex en het noorden van Kent tot rond de 5 m in Wiltshire. In dit bekken ligt de London Clay meestal onder een dikke laag Neogene en Kwartaire sedimenten, zodat ze hier niet dagzoomt. Ook in het Hampshire Basin is de London Clay te vinden. De formatie is bijvoorbeeld ontsloten bij Whitecliff Bay op het Isle of Wight en bij Bognor Regis in West Sussex. Hier is de formatie ongeveer 100 meter dik.

## Economische betekenis
In het verleden is de London Clay gewonnen door de lokale cementindustrie. Verlaten groeven zijn bijvoorbeeld te vinden in Sheppey bij Sittingbourne en bij Harwich. De klei werd ook door baggerschepen gewonnen voor de kust van Hampshire. De klei werd gebruikt om bakstenen, tegels en aardewerk van te maken.
Onder Londen zelf is de London Clay de formatie waar de tunnels van de metro doorheen lopen. De klei vormt een zachte en tegelijkertijd stevige grondsoort, waarin de constructie van tunnels makkelijker is dan in andere grondsoorten. Dit is een van de redenen waarom de metro van Londen de eerste ter wereld was. Inklinking en opzwellen van de klei als gevolg van variaties in het grondwater kunnen wel voor verzakkingen zorgen.